# Ramón Santana (kommun)
Ramón Santana är en kommun i Dominikanska republiken.   Den ligger i provinsen San Pedro de Macorís, i den östra delen av landet, 90 km öster om huvudstaden Santo Domingo. Antalet invånare 
i kommunen är cirka 9 000.